# World bioenergy
World Bioenergy är en mässa och konferens som genomförs vartannat år på Elmia i Jönköping. År 2014 sker den 3-5 juni. Syftet med evenemanget är att stödja kommersiell implementering av teknologier och system där bioenergi ingår. Carl XVI Gustaf är beskyddare av World Bioenergy.